# Pseudogonatodes furvus
Pseudogonatodes furvus är en ödleart som beskrevs av  Alexander Grant Ruthven 1915. Pseudogonatodes furvus ingår i släktet Pseudogonatodes och familjen geckoödlor. Inga underarter finns listade i Catalogue of Life.